# Archibald McMurdo

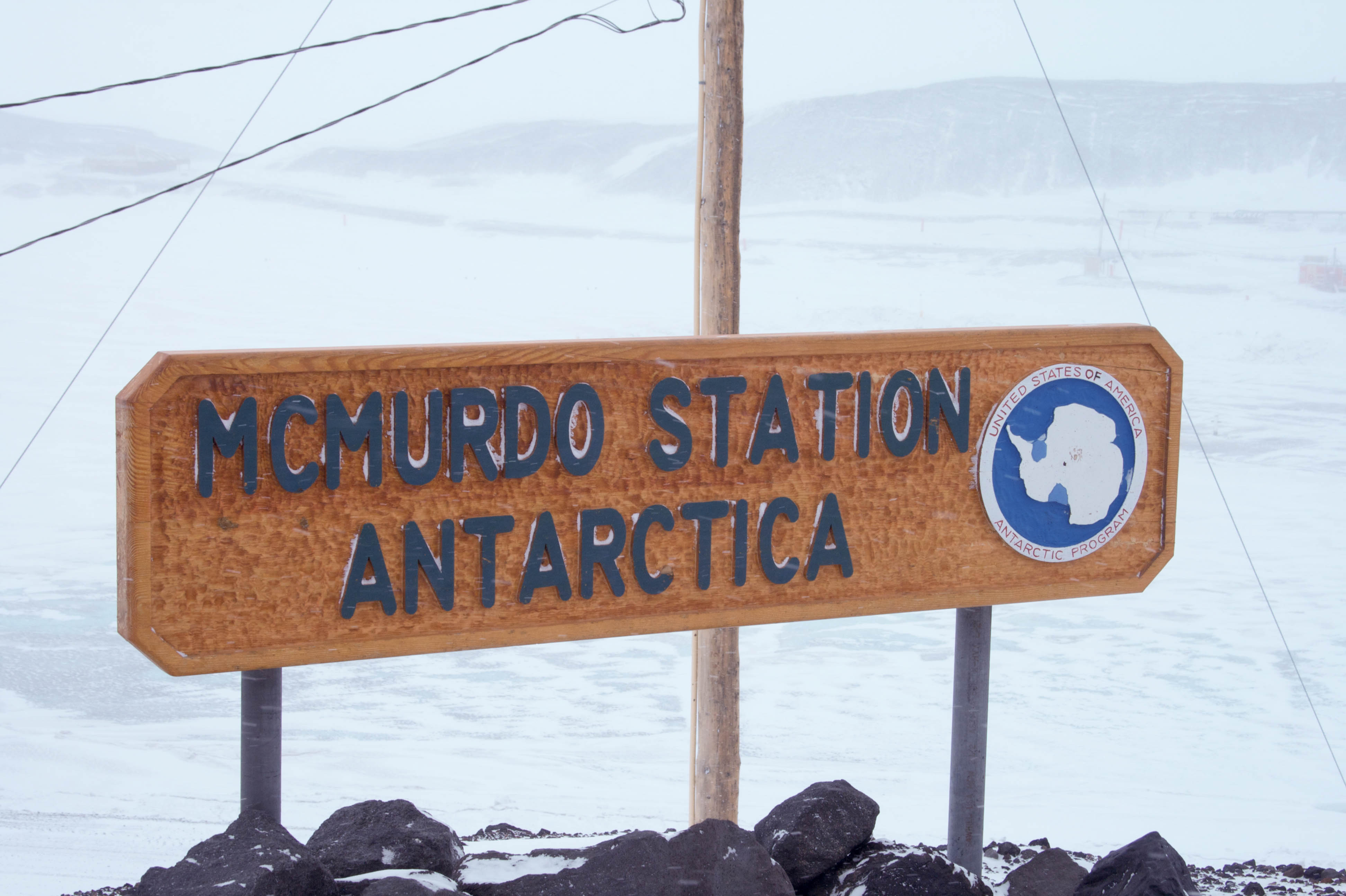
Stacja McMurdo na Antarktydzie jest nazwana na cześć Archibalda McMurdo

Archibald McMurdo (ur. 24 września 1812, zm. 11 grudnia 1875) – był oficerem brytyjskiej marynarki. Jako pierwszy wykonał mapę pewnych regionów Antarktydy, i z tego powodu od jego nazwiska wzięły nazwę liczne obiekty w tym rejonie, m.in. cieśnina McMurdo Sound, Stacja McMurdo, McMurdo Ice Shelf, i doliny McMurdo Dry Valleys.

## Biografia
McMurdo wstąpił do Królewskiej Marynarki 6 października 1824 roku w wieku dwunastu lat. Zdobył stopień porucznika w 1836 roku, komandora porucznika (Commander) w 1843 roku, i kapitana w 1851 roku. Podczas swojej kariery odbył dwie ekspedycje badawcze na pokładzie HMS Terror; pierwsza północna do Hudson Bay (1836) a w druga południowa na Antarktydę (1840-1842). Pomiędzy nimi, w 1838, był członkiem załogi HMS Volage w czasie podróży do Indii. McMurdo został kapitanem HMS Contest w 1846 roku, i dowodził kolejną ekspedycją, której celem było dokładne zbadanie zachodnich wybrzeży Afryki. Na emeryturę odszedł w stopniu wiceadmirała. McMurdo umarł 11 grudnia 1875 roku. 